# Ostrovo, Požarevac
Ostrovo (izvirno srbsko Острово) je naselje v Srbiji, ki upravno spada pod Občino Požarevac; slednja pa je del Braničevskega upravnega okraja.

## Demografija
V naselju živi 575 polnoletnih prebivalcev, pri čemer je njihova povprečna starost 43,8 let (43,4 pri moških in 44,1 pri ženskah). Naselje ima 210 gospodinjstev, pri čemer je povprečno število članov na gospodinjstvo 3,26.
To naselje je, glede na rezultate popisa iz leta 2002, večinoma srbsko, a v času zadnjih treh popisov je opazno zmanjšanje števila prebivalcev.
|  |

| Demografija | Demografija     | Demografija     |
| Leto        | Št. prebivalcev | Št. prebivalcev |
| ----------- | --------------- | --------------- |
|             |                 |                 |
|             |                 |                 |
|             |                 |                 |
|             |                 |                 |
| 1948        | 1150            |                 |
| 1953        | 1209            |                 |
| 1961        | 1707            |                 |
| 1971        | 1716            |                 |
| 1981        | 877             |                 |
| 1991        | 798             | 771             |
| 2002        | 719             | 685             |
|             |                 |                 |

| Etnična sestava po popisu iz leta 2002 | Etnična sestava po popisu iz leta 2002 | Etnična sestava po popisu iz leta 2002 | Etnična sestava po popisu iz leta 2002 | Etnična sestava po popisu iz leta 2002 |
| -------------------------------------- | -------------------------------------- | -------------------------------------- | -------------------------------------- | -------------------------------------- |
| Srbi                                   | Srbi                                   |                                        | 583                                    | 85,10%                                 |
| Madžari                                | Madžari                                |                                        | 3                                      | 0,43%                                  |
| Makedonci                              | Makedonci                              |                                        | 3                                      | 0,43%                                  |
| Črnogorci                              | Črnogorci                              |                                        | 1                                      | 0,14%                                  |
| Neznano                                | Neznano                                |                                        | 95                                     | 13,86%                                 |